# 23648 Kolář
23648 Kolář è un asteroide della fascia principale. Scoperto nel 1997, presenta un'orbita caratterizzata da un semiasse maggiore pari a 2,3484426 UA e da un'eccentricità di 0,2788905, inclinata di 11,33775° rispetto all'eclittica.